# Barbatula araxensis
Barbatula araxensis is een straalvinnige vissensoort uit de familie van de bermpjes (Nemacheilidae). De wetenschappelijke naam van de soort is voor het eerst geldig gepubliceerd in 1978 door Petru Bănărescu en Teodor T. Nalbant.